# Diol géminal
Un diol géminal est un composé organique appartenant à la famille des diols (eux-mêmes une sous-famille des alcools), dont les deux groupes hydroxyle sont portés par le même atome de carbone.
Le membre le plus simple est le méthanediol (CH4O2 ou H2C(OH)2). On compte également parmi les diols géminaux l'acide dihydroxymalonique (HOOC-C(OH)2-COOH) ou le décahydroxycyclopentane ((C(OH)2)5).
La majorité des diols géminaux sont instables car leurs groupes hydroxyle sont facilement convertis en groupe carbonyle par déshydratation intramoléculaire. Cependant, il arrive que certaines cétones se combinent avec de l'eau pour former le diol géminal correspondant, l'équilibre pouvant être déplacé vers un composé ou l'autre. Par exemple, dans le cas de la conversion de l'acétone (H3C)2C=O en propane-2,2-diol (H3C)2C(OH)2, la constante d'équilibre est de 10-3, donc en faveur de la conservation de l'acétone, alors que dans le cas du formaldéhyde H2C=O converti en méthanediol H2C(OH)2 elle est de 10+3, soit en faveur de la formation du diol, et elle est même de l'ordre de grandeur de 10+6 dans le cas de la transformation de l'hexafluoroacétone (F3C)2C=O en hexafluoropropane-2,2-diol (F3C)2C(OH)2. 
Dans certains cas, comme pour le décahydroxycyclopentane ou le dodécahydroxycyclohexane, le diol géminal est stable, alors que l'équivalent carbonylé ne l'est pas.